# Germania (Schiff, 1904)
Die Germania der Jaluit-Gesellschaft war für den Passagier-, Fracht- und Postdienst zwischen den Inseln in den Deutschen Schutzgebieten in der Südsee 1904 von der Friedrich Krupp AG auf der Germaniawerft in Kiel gebaut worden. Am 9. Dezember 1904 nahm sie den Dienst auf der von Hongkong über Jaluit nach Sydney führenden Postlinie auf.
1914 wurde das in Australien zur Reparatur befindliche Schiff beschlagnahmt und von 1915 bis 1927 von zwei australischen Reedereien eingesetzt. 1928 erfolgte der Verkauf des Schiffes nach Neukaledonien und 1937 nach Hongkong. 1941 beschlagnahmte Japan das Schiff, in dessen Dienst es im Zweiten Weltkrieg verloren ging.

## Geschichte
Am 21. Januar 1888 übernahm die Jaluit-Gesellschaft für das Deutsche Reich die Verwaltung auf den Marshallinseln, den Gilbertinseln und den Karolinen. Eine Schiffsverbindung war seit 1899 von Sydney nach Hongkong geplant, die vom Deutschen Reich finanziell gefördert werden sollte. Um den Verkehr zwischen den Inseln zu verbessern, schloss das Deutsche Reich 1899 mit der Gesellschaft einen Vertrag, der sie mit dem Transport der Post von Sydney über Jaluit nach Yap beauftragte. Dort sollte dann die Post an die Reichspostdampfer des NDL abgegeben werden, die auf der Route Hongkong–Saipan–Yap–Ponape–Sydney und zurück liefen. Der NDL versuchte seit Juli 1900, diesen Verkehr zu organisieren. Die vom NDL eingesetzte München (1889 Fairfields, 4803 BRT) strandete auf ihrer dritten Reise am 3. Februar 1901 vor Yap und wurde havariert verkauft. Der NDL gab daraufhin seinen Dienst vorläufig auf.
Die Jaluit-Gesellschaft sollte ihren von der Reichsregierung unterstützten Dienst 1901 aufnehmen und sagte Abfahrten alle zwölf Wochen zu, wobei ein angekaufter Dampfer von Sydney Jaluit, Kusaie, Ponape, Truk, Yap und Palau anlaufen und wieder nach Sydney zurücklaufen sollte. Für diesen Dienst hatte die Gesellschaft den 1891 gebauten Schraubendampfer Harold von 684 BRT angekauft, der für den Einsatz in den Tropen umgebaut als Oceana den Dienst bedienen sollte. Die Jaluit-Gesellschaft bot, als der Norddeutsche Lloyd seinen Dienst einstellte, für 1902 die Verlängerung seines Dienstes bis Hongkong. Die deutsche Verwaltung verlangte dazu einen Stopp am Hauptverwaltungsort Herbertshöhe auf New Britain, damals Neupommern und bei Bedarf das Anlaufen von Matupi. Die verlängerte Linie sollte alle zwei Monate abgelaufen werden. Am 29. Dezember 1903 musste auch dieser Dienst eingestellt werden, da die Oceana im Jaluit-Atoll auf Grund gelaufen war. Nach einer Notreparatur vor Ort konnte sie nach Sydney laufen, wo eine Reparatur des Schiffes als wirtschaftlich nicht sinnvoll eingeschätzt wurde. Die Jaluit-Gesellschaft entschloss sich, die Oceana durch einen Neubau zu ersetzen.

### Im Dienst zwischen Hongkong und Australien
Die Germaniawerft der Friedrich Krupp AG in Kiel stellte 1904 die Germania von 1096 BRT für die Jaluit-Gesellschaft fertig. Das 64 m lange Schiff hatte auf dem Brückendeck zehn Doppelkabinen für die Passagiere I. Klasse, vorn einen Speisesaal und achtern einen Rauchsalon. Darüber hinaus bot sie Platz für zwölf Fahrgäste II. Klasse und 50 Passagiere an Deck. Für den Postverkehr war eine besondere Kabine als Postamt eingerichtet. Das Schiff verfügte über drei große Rettungsboote und eine Gig. Angetrieben wurde es von einer Dreifach-Expansionsmaschine von 1580 PS, die eine Reisegeschwindigkeit von 11,25 Knoten ermöglichte.
Die Germania begann ihre Probefahrten am 12. September 1904 und verließ schon Ende des Monats Deutschland, um am 9. Dezember 1904 ihre erste Reise von Hongkong nach Sydney zu beginnen. Ihre Jungfernfahrt endete am 24. Januar 1905 in Sydney. Sie hatte auf dem Weg Yap, Saipan, Truk, Ponape, Kusaie, Jaluit, die beiden britischen Inseln Butaritari und  Ocean Island und dann noch Nauru angelaufen. Einige Anlaufpunkte hatte sie noch am gleichen Tag wieder verlassen, nur in Jaluit war sie vier Tage verblieben. Die längsten See-Etappen waren die erste und die letzte mit neun bzw. zehn Seetagen. Die Etappen zwischen den angelaufenen Inseln waren nur ein bis drei Tage lang. Das Anlaufen von Herbertshöhe war nicht mehr notwendig, da der NDL schon seit dem 19. Oktober 1904 erneut eine  Reichspostdampferzweiglinie zwischen Hongkong und Sydney (Austral-Japan-Linie) mit den kleinen Prinzendampfern betrieb.
Die Germania trat am 9. Februar ihre erste Rückfahrt mit denselben Anlaufhäfen an und war am 29. März 1905 wieder in Hongkong. Auf ihrer zweiten Rückfahrt nach Hongkong geriet die Germania in Jaluit am 30. Juni 1905 erstmals in einen Taifun. Die Siedlung auf Jaluit wurde dabei weitgehend zerstört. Die Germania legte rechtzeitig vom Landungssteg ab und überstand den Sturm in der Mitte der Lagune vor beiden Ankern und mit voller Kraft gegen den Sturm laufend. Der Anlegesteg wurde total zerstört. Die Germania brachte die Nachricht der Verheerungen nach Yap, von wo telegrafisch die Kaiserliche Marine in Tsingtau benachrichtigt wurde, die den alten Kreuzer Seeadler auch nach Jaluit schickte.
Die Germania schaffte etwa drei Rundreisen im Jahr. Neben dem Postdienst zwischen den angelaufenen Inseln transportierte sie die Produkte der Jaluit-Gesellschaft zu den Endpunkte ihre Linie für einen möglichen Weitertransport nach Deutschland, aber sie übernahm auch Frachten der anderen deutschen Gesellschaften. Ab 1906 stand sie dabei in Konkurrenz mit dem sogenannten Inseldienst des NDL, der mit der alten Sumatra auch die Inseln des deutschen Schutzgebiets von Rabaul aus anlief.
Bis 1914 wurde die Route leicht verändert. So wurde ab 1906 auch Tarawa zwischen Butaritari und Ocean Island angelaufen. 1911 wurden jedoch die drei britischen Inseln vom Fahrplan gestrichen. Ab 1907 lief die Germania von Hongkong erst nach Palau und dann nach Yap und ab 1911 von dort über Woleai nach Saipan. Nachdem auf der letzten Rundreise 1909 und den beiden ersten Reisen 1910 auch Rabaul in den Fahrplan aufgenommen worden war, waren auf den Reisen ab 1911 Nauru und Rabaul die letzten Stationen vor Australien bzw. die ersten auf der Rückfahrt.
Ihre 57. Reise (die 29. von Hongkong nach Australien) wurde ihre letzte unter Deutscher Flagge. Nach etlichen Fahrten, auf denen unterwegs Taifune überstanden worden waren, ging die Reise diesmal in den Karolinen durch das Auge eines Taifuns. Alle Rettungsboote wurden zerstört und die Germania war erheblich beschädigt, als sie am 30. Juli 1914 in Sydney eintraf. Bevor die notwendige Reparaturen ausgeführt werden konnten, brach der Erste Weltkrieg aus. Es kam zu Übergriffen gegen die Besatzung und das Schiff. Die australische Regierung beschlagnahmte das Schiff am 4. August 1914, internierte die Besatzung und ließ die Instandsetzung abbrechen.

### Unter fremden Flaggen
Die australische Regierung verlieh die Germania im Februar 1915 an den Hauptwettbewerber der Jaluit-Gesellschaft, die australische Firma Burns, Philp & Co., die das Schiff im Inseldienst einsetzte. Die Germania wurde im Oktober 1915 in Mawatta umbenannt. Meist wurde sie zwischen Sydney und Rabaul eingesetzt, aber sie lief auch Stationen der Firma in Neuguinea, Nauru, Ocean Island sowie Kiribati und Tuvalu an. Sie soll auch noch einmal zu den inzwischen von den Japanern besetzten Marshall-Inseln eingesetzt gewesen sein.
Nach 1918 wurde das Schiff überholt, da es erneut durch schwere Stürme erhebliche Schäden erlitten hatte. Im Juni 1920 letztmals eingesetzt, wurde die Mawatta am 27. Juli 1920 von Burns, Philp & Co. an die Regierung zurückgegeben

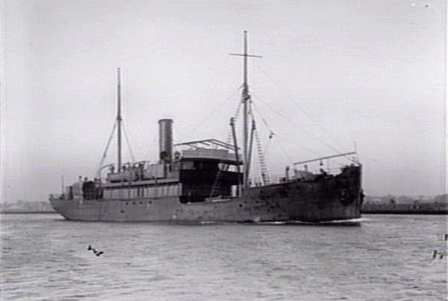
Die Mawatta

Diese vercharterte das Schiff an James R. Patrick, dessen Gesellschaft „Patrick Steamship Ltd“ das Schiff 1924 kaufte. Die mehrfach umbenannte Betreibergesellschaft setzte die Mawatta im Küstendienst ein und ließ 1926 das Schiff in den Cockatoo Island Dockyards in Sydney grundlegend überholen und ein neues Mittelschiff einsetzen.
Im Juli 1928 wurde die Mawatta nach Noumea an die „Société de Tour des Côtes“ verkauft, die ein Ersatzschiff für ihren Dienst zwischen den Inseln im französischen Kolonialgebiet benötigte. Für Überholungen kam das Schiff regelmäßig weiter nach Sydney.
1937 wurde das alte und in der Unterhaltung zu kostspielig gewordene Schiff an die Firma „Mollers Towages“ in Shanghai verkauft, die es zu einem Bergungsschiff umbaute und unter britischer Flagge als Elsie Moller einsetzte.

### Das Ende alsEsashi Maru
Im Jahr 1941 wurde das Schiff auf dem Weg von Shanghai nach Hongkong von der japanischen Marine erbeutet und als Esashi Maru weiter eingesetzt. Am 29. März 1945 wurde das Schiff vor Taiwan versenkt. Es wurde zwar wieder gehoben, aber dann endgültig verschrottet.